# Joanna Pacuła
Joanna Pacuła (poloneză: [jɔˈanːa paˈt͡suwa]; n. 30 decembrie 1957, Tomaszów Lubelski, Lublin, Polonia) este o actriță și fotomodel de origine poloneză.

## Biografie
Pacuła s-a născut în orașul Tomaszow Lubelski din Polonia, în familia unui inginer și a unei farmaciste. Ea are o sora, Ewa Pacuła, fotomodel și prezentatoare TV, care a lucrat, de asemenea, în Statele Unite ale Americii.
În 1979 Pacuła a absolvit Academia de Teatru Aleksander Zelwerowicz din Varșovia. După absolvire a fost angajată la Teatrul Dramatic din Varșovia, unde a jucat până în 1981. Și-a început cariera jucând în spectacole cu piese de Shakespeare: Romeo și Julieta, Othello și Cum vă place. A fost distribuită în câteva filme, printre care Barwy ochronne (1977) al lui Krzysztof Zanussi și Ultima noapte de dragoste (1980) al lui Sergiu Nicolaescu.
În 1981 Pacuła era la Paris, atunci când autoritățile comuniste din Polonia au declarat legea marțială. Ea nu s-a mai întors în țara ei de origine și în 1982 a emigrat în Statele Unite ale Americii, unde s-a specializat în interpretarea unor femei atrăgătoare, de la debutul alături de William Hurt în Gorky Park (1983). Ea a fost lăudată de Roman Polanski pentru acest rol. A jucat în numeroase filme și seriale TV americane, printre care filmul despre Holocaust Evadare din Sobibor (CBS, 1987), The Kiss (1988), E.A.R.T.H. Force (CBS, 1990) și serialul de televiziune The Colony (ABC, 1996). Ea a jucat, de asemenea, în filmul Not Quite Paradise (1984) al lui Lewis Gilbert.
Ea a apărut în Marked for Death (1990) ca o expertă în voodoo-ul jamaican, în thrillerul erotic italian Husband and Lovers (1992) ca o femeie adulteră neinhibată, în Tombstone (1993) ca iubita lui Doc Holliday, Kate (cunoscută, de asemenea, ca Big Nose Kate și Mary Catherine Horoney, născută la 7 noiembrie 1850), în The Haunted Sea (1997) și în filmul Virus (1999), ca un om de știință rus. Ea locuiește în prezent în California de Sud.

## Repere
- Pacula a fost ales de către revista People ca unul dintre cei mai frumoși 50 de oameni din lume (1990).
- Ea a fost inclusă pe lista celor „12 cei mai promițători actori noi ai anului 1984” în Screen World, vol. 36, al lui John Willis.

## Filmografie selectivă
- Ultima noapte de dragoste (1980)
- Gorky Park (1983)
- Not Quite Paradise (1985)
- Evadare din Sobibor (1987)
- Death Before Dishonor (1987)
- The Kiss (1988)
- Sweet Lies (1988)
- Breaking Point (1989)
- Marked for Death (1990)
- Husband and Lovers (1991)
- Black Ice (1992)
- Body Puzzle (1993)
- Tombstone (1993)
- Warlock: The Armageddon (1993)
- Tăcerea pieilor (1994)
- Deep Red (1994)
- Every Breath (1994)
- Not Like Us (1995)
- Heaven Before I Die (1997)
- En brazos de la mujer madura (1997)
- The White Raven (1998)
- Virus (1999)
- Dead Man's Gun (1999) - serial TV
- Dinocroc (2004)
- Moscow Heat (2004)
- The Cutter (2005)
- When Nietzsche Wept (2007)
- Monk (2008)
- Shannon's Rainbow (2009)
- Black Widow (2010)

## Legături externe
- Joanna Pacuła la Internet Movie Database